# A.J. & Big Justice
Andrew «AJ» Befumo (nacido el 16 de enero de 1976) y Eric Befumo (nacido el 8 de abril de 2012), conocidos en línea como A.J. & Big Justice o como los Costco Guys, son personalidades de las redes sociales estadounidenses con sede en Boca Raton, Florida. Un dúo de padre e hijo, encontraron popularidad en TikTok y YouTube en 2024 por sus videos en la tienda mayorista Costco. También ese año, ganaron más de dos millones de seguidores en TikTok, firmaron con la empresa de gestión Night y lanzaron su sencillo debut «We Bring the Boom».

## Carrera
Andrew «AJ» Befumo, que es de ascendencia italiana, trabajó anteriormente como luchador profesional para promociones independientes en Nueva Jersey, bajo el nombre de «American Powerchild Eric Justice», comenzando cuando estaba en la universidad y durante la década de 1990 hasta 2005. Su hijo, Eric, recibió el nombre de su personaje de luchador y nació en 2012. También tiene una hija, Ashley. Creó un canal de YouTube de videoblogs familiares, All Befumo'd Up!, cuando Eric tenía tres años. Él y su familia finalmente se mudaron del municipio de Colts Neck, Nueva Jersey, a Boca Raton, Florida.
AJ creó una cuenta de TikTok en 2022 mientras trabajaba como gerente regional de una empresa hipotecaria, interpretando al personaje de Mortgage Muscles, quien explicaría el mercado inmobiliario. Sus videos comenzaron a ganar popularidad después de que comenzó a incluir a su hijo, Eric, en ellos a petición suya. Su primer video juntos, filmado en diciembre de 2022, mostró a Eric presentando a AJ comiendo una hamburguesa. Su primer video que se volvió viral en la plataforma fue el de ellos comprando albóndigas para la madre de Eric, Erika, en el almacén Costco, que se publicó en enero de 2024. En marzo de ese año, publicaron un video en el que se describían como Costco Guys («muchachos de Costco»), que, en julio, había recibido más de 47 millones de visitas. Posteriormente comenzaron a hacer videos de ellos mismos calificando los productos en ellos, ya sea positivamente como un boom o negativamente como un doom.
En mayo de 2024, firmaron con la empresa de gestión de talentos Night y se convirtieron en creadores de contenido a tiempo completo, momento en el que también se habían vuelto populares en otras plataformas de redes sociales como Snapchat y el servicio para compartir videos Cameo. Erika y Ashley, así como la personalidad infantil de las redes sociales Christian Joseph, conocido en línea como Rizzler, comenzaron a aparecer en sus videos en junio de 2024. Además, ese mismo mes, tenían más de un millón de seguidores en TikTok y fueron objeto de varios memes populares en línea. Lanzaron un sencillo de hip hop, «We Bring the Boom», en julio de 2024, con letras basadas en sus videos de TikTok. La canción tuvo éxito en línea, lo que llevó al dúo a lanzar varios remixes, incluido uno con Rizzler. Tom Breihan de Stereogum escribió sobre la canción que «suena como una versión de rap de broma grabada por alguien que no ha escuchado ningún rap real desde 1987» y que era «bastante divertida». 
Joe Tilleli de Gizmodo escribió sobre AJ & Big Justice en agosto de ese año: «Si has abierto TikTok, Instagram o X (antes Twitter) aunque sea una vez este año, probablemente sepas lo que es un Costco Guy». El dúo apareció junto a Rizzler en The Tonight Show Starring Jimmy Fallon; el presentador Jimmy Fallon fue criticado por su aparente falta de entusiasmo durante la entrevista. Para entonces, habían acumulado más de dos millones de seguidores en TikTok. El dúo también fue parodiado en un sketch centrado en TikTok en Saturday Night Live, con AJ y Big Justice siendo interpretados por Marcello Hernandez y Chloe Fineman, respectivamente.
En octubre de 2024, AJ anunció que lucharía contra QT Marshall en el pre-show del evento Full Gear de All Elite Wrestling, acompañado por Big Justice, el 18 de noviembre. En el episodio final de AEW Dynamite antes de Full Gear, Big Justice anunció que Rizzler actuaría como cronometrador invitado para el combate. El 23 de noviembre en Full Gear, AJ derrotó a Marshall.